# Listă de români celebri care s-au născut în afara României de azi
Aceasta este o listă de români celebri care s-au născut în afara granițelor României de astăzi:

## Republica Moldova
- Maria Cebotari, cântăreață
- Emil Constantinescu, președinte al României (1996-2000)
- Eugen Coșeriu, lingvist
- Mihai Donțu, actor și regizor de teatru român (1973 - 2020)[1][2]
- Paul Goma, scriitor
- Lia Manoliu, atlet
- Adrian Păunescu, poet, politician
- Gheorghe Pintilie, primul director al Securității

## Serbia
- Vasko Popa, poet
- Emil Petrovici, lingvist
- Zoran Lilić, președinte al Iugoslaviei între 1993 și 1997

## Ucraina
- Alexandru Averescu, prim ministru al României (1918, 1920-1921, 1926-1927)
- Bogdan Petriceicu Hasdeu, filolog, scriitor
- Lucian Pintilie, regizor de film, scenarist
- Sofia Rotaru, cântăreață
- Nicolae Văcăroiu, prim ministru al României (1992-1996)
- Sofia Vicoveanca, cântăreață